# Liste der Baudenkmale in Mechtersen
In der Liste der Baudenkmale in Mechtersen sind die Baudenkmale der niedersächsischen Gemeinde Mechtersen und ihrer Ortsteile aufgelistet. Die Quelle der Baudenkmale ist der Denkmalatlas Niedersachsen. Der Stand der Liste ist der 25. Januar 2023.

## Mechtersen

### Gruppe: Durchlässe Bahnstrecke Lüneburg – Buchholz
Die Gruppe hat die ID 41513222. Vier im Abstand von 100 bis 400 m im Bahndamm integrierte Eisenbahnüberführungen mit überwölbten Durchlässe für Bäche etc. Errichtet zwischen 1872 und 1874.

| Lage                         | Bezeichnung | Beschreibung | ID       | Bild |
| ---------------------------- | ----------- | --- | -------- | ---- |
| 53° 17′ 10″ N, 10° 18′ 31″ O | Durchlass   | Eisenbahnüberführung. Im Bahndamm integrierter Durchlass mit bogenförmigem Ziegelgewölbe und geböschten Flügelmauern aus Quadermauerwerk sowie Abdeckplatten aus Sandstein. Errichtet zwischen 1872 und 1874.                     | 41513281 | BW   |
| 53° 17′ 13″ N, 10° 17′ 59″ O | Durchlass   | | 41513264 | BW   |
| 53° 17′ 14″ N, 10° 17′ 43″ O | Durchlass   | Eisenbahnüberführung. Im Bahndamm integrierter Durchlass mit bogenförmigem Ziegelgewölbe und geböschten Flügelmauern aus Quadermauerwerk sowie Abdeckplatten aus Sandstein. Errichtet zwischen 1872 und 1874.                     | 41513249 | BW   |
| 53° 17′ 16″ N, 10° 17′ 17″ O | Durchlass   | Eisenbahnüberführung über den Pferdebach. Im Bahndamm integrierter Durchlass mit bogenförmigem Ziegelgewölbe und geböschten Flügelmauern aus Quadermauerwerk sowie Abdeckplatten aus Sandstein. Errichtet zwischen 1872 und 1874. | 41513233 | BW   |

### Gruppe: Im Dorfe 18
Die Gruppe hat die ID 34326596. Hofanlage bestehend aus Wohn-/Wirtschaftsgebäude, Remise und Schweinestall.  Einfahrt erfolgt von Südosten. Wirtschaftshof gegenüber der Straße durch Feldsteinmauer abgegrenzt.

| Lage                                    | Bezeichnung              | Beschreibung | ID       | Bild |
| --------------------------------------- | ------------------------ | --- | -------- | ---- |
| Im Dorfe 18 53° 16′ 48″ N, 10° 19′ 3″ O | Stall                    | Langgestreckter Backsteinbau mit Satteldach in Hohlpfannendeckung. Auf der zum Hof gerichteten Langseite diverse Zugänge zu den Koben und mittiger Aufzugserker im Dach. Errichtet Ende 19. Jh.                                                          | 43726921 | BW   |
| Im Dorfe 18 53° 16′ 48″ N, 10° 19′ 3″ O | Wohn-/Wirtschaftsgebäude | Eingeschossiger Fachwerkbau in Zweiständerbauweise mit Backsteinausfachung unter Halbwalmdach in Pfannendeckung. Bauinschrift auf dem Dachbalken des Wirtschaftsgiebels. Errichtet 1818 (i). Außenwände bis auf Wirtschaftsgiebel aus Backstein ersetzt. | 28830584 | BW   |
| Im Dorfe 18 53° 16′ 48″ N, 10° 19′ 5″ O | Remise                   | Langgestreckter Fachwerkbau mit Backsteinausfachung unter Krüppelwalmdach in Ziegeldeckung. Auf der zum Hof gerichteten Nordostseite Einfahrten und Aufzugserker. Errichtet zweite Hälfte 19. Jh.                                                        | 28830566 | BW   |

### Einzelobjekte
| Lage                                    | Bezeichnung | Beschreibung | ID       | Bild |
| --------------------------------------- | ----------- | --- | -------- | ---- |
| Im Dorfe 12 53° 16′ 53″ N, 10° 19′ 6″ O | Gehrken Hus | Giebelständiger Fachwerkbau auf Feldsteinsockel in Zweiständerbauweise mit Backsteinausfachungen unter Halbwalmdach in Reetdeckung. Giebeltrapez des Wohngiebels über gerundeten Balkenköpfen, Walm des Wirtschaftsgiebels über profilierten Knaggen vorkragend und mit Kopfstrebenpaaren. Ehemals Vorschauer vorhanden. Errichtet erste Hälfte 18. J. | 28830528 | BW   |
| Im Dorfe 33 53° 16′ 45″ N, 10° 19′ 1″ O | Scheune     | Traufständiger Fachwerkbau Dreiwandständerbauweise auf Feldsteinfundament mit Backsteinausfachung unter Halbwalmdach in Reetdeckung. Hochkanterziegelausfachung. Ausmittige Durchfahrt. Errichtet erste Hälfte 19. Jh. Nachträglich zu Wohnzwecken ausgebaut.                                                                                          | 28830509 | BW   |

## Ehemalige Baudenkmale
| Lage                                     | Bezeichnung                                       | Beschreibung | ID | Bild |
| ---------------------------------------- | ------------------------------------------------- | ------------ | -- | ---- |
| 53° 17′ 6″ N, 10° 19′ 19″ O              | Bahnhof                                           |              |    | BW   |
| Im Dorfe 8 53° 16′ 47″ N, 10° 19′ 1″ O   | Altes Wohn-, Wirtschaftsgebäude                   |              |    | BW   |
| Im Dorfe 20 53° 16′ 48″ N, 10° 19′ 5″ O  | Wirtschaftsgebäude auf der Südostseite der Straße |              |    | BW   |
| Im Dorfe 24 53° 16′ 44″ N, 10° 18′ 54″ O | Wirtschaftsgebäude auf der Südostseite der Straße |              |    | BW   |